# Макрін
Марк Опеллій Макрін (лат. Marcus Opellius Macrinus; близько 165–218) — римський імператор (217–218).

## Ранні роки
Народився в Кесарії Мавританській близько 164/166-го року. Походив із незнатного роду. Ніхто точно не знає звідки він і чим займався. Діон Кассій повідомляє, що ходили чутки про те, що він вільновідпущеник, людина з будинку розпусти, виконував рабські обов'язки в імператорському будинку, вів при Коммоді брудне життя, був відсторонений Септимієм Севером навіть від найжалюгідніших посад, займався читанням, вів невеликі судові справи, виступав із промовами, викладав у школі, а, отримавши золоту каблучку (знак сенаторської гідності), він, завдяки заступництву свого вільновідпущеника Феста (секретар і улюбленець Каракалли), став адвокатом імператорського казначейства (державний адвокат, який одержує платню з державної скарбниці); інші розповідали, що він виступав на гладіаторських боях і, отримавши звільнення, вирушив до Африки, де спочатку був мисливцем, потім нотаріусом, а потім адвокатом імператорського казначейства.
Згідно свідченням античних авторів був людиною неприємною: «Багато хто почав відгукувався про Макріна так, що стає зрозуміло, що це була людина підступна, брудна, справжня свиня.».
Історик повідомляє, що африканські провісники передрекли воцаріння Макріна в Африці, і були послані до Матерніана (помічника Антоніна Каракалли) для допиту.

## Початок кар'єри
Свою діяльність Макрін почав зі служіння в самому Римі. Під час свого виступу на першому засіданні в ролі адвоката, його побачив префект Преторій Плавціан. У результаті цього, під патронажем Плавціана, він став державним правознавцем та адвокатом. Також префект зробив його керуючим своїми приватними маєтками. Усе це відбувалося під час правління Септимія Севера.
Після падіння та вбивства Плавціана, що торкнулося і деяких його помічників, Макріну пощастило. Йому вдалося знайти могутнього покровителя в особі Фабія Цілона, і Макрін отримав дуже важливу посаду керівника поштового відомства на Фламінієвій дорозі. Потім сам імператор Каракалла призначив його прокуратором своїх власних маєтків.
У 212 році, після страти префекта Преторія Папініана, Макрін зайняв його місце разом із Марком Оклатініем Адвентом.
У 216 р. Макрін разом з Адвентом отримали титул консулярів. У цьому ж році брав участь у парфянському поході Каракалли. Де, як повідомляють джерела, він і виносив план вбивства. До його рук випадково потрапив лист префекта Риму Флавія Матерніана, в якому говорилося, що імператору загрожує небезпека від Макріна. Префект преторія приховав цей лист і домовився про подальші дії з двома трибунами преторіанців. Макрін запевнив Марціалліса, що його захистить він і два трибуни. Оскільки Марціалліс і сам ненавидів Антоніна, то погодився у слушний момент вбити імператора. 8 квітня 217 року у місті Карра Каракалла був убитий.

## Правління
Після смерті Антоніна воїни були розгублені, як їм бути далі. З 8 по 11 квітня в таборі в Едессі солдати вирішували — кого вибрати новим імператором: Адвента або Макріна. Всі схилялися на сторону Адвента. І тоді він сказав: «Всім відомо, що влада має дістатися мені, адже я старший та досвідченіший за Макріна, і саме через вік я поступаюся йому місцем». В цей час воїнів намовляли обрати його трибуни Немезіан і Аполлінаріс, яких згодом і запідозрили у змові проти Антоніна і спільництві з Макріном, так що згодом, після його смерті, вони понесли покарання. Він спочатку відмовлявся, але солдати дружно прокричали його ім'я, і 11 квітня 217 року Макрін став імператором.
Макрін наказав відіслати тіло Антоніна в Рим, щоб його поховали в гробниці предків. Його колишньому товаришу — префекту преторія він доручив продовжувати виконувати свою посаду і, перш за все, з пошаною поховати Антоніна, влаштувавши йому царський похорон: він знав, що Антонін був дуже улюбленим у простому народі за роздачу народу одягу. До цього приєдналося і те, що він побоювався хвилювань в війську — як би, в разі, якщо вони виникнуть, йому не довелося втратити ту владу, яку він викрав, вдаючи, ніби він прийняв її проти своєї волі.
Після цього він надіслав лист до сенату де писав : «Ми хотіли б, батьки сенатори, побачити вашу милість, маючи неушкодженим нашого Антоніна і з тріумфом повернувшись з походу. Адже тільки тоді, при процвітанні держави, і ми всі могли б бути щасливими та жили б під владою того государя, якого дали нам боги на місце Антонінів. (3) Але з огляду на те, що це не могло збутися внаслідок заворушень у військовому середовищі, ми перш за все повідомляємо про те, що створимо для нас військо, а потім — це першочергова справа — призначаємо божествені почесті тому чоловікові, з яким ми присягали. Військо не вважає більш гідним месником за вбивство Бассіана, ніж його префекта, якому і сам він доручив би зробити розправу над учасниками інтриги, якби міг виявити її при житті». Мені передали імператорську владу, охорону якої, батьки сенатори, я тимчасово взяв на себе. Я втримаю в своїх руках правління, якщо вам буде завгодно те, що було потрібне воїнам; їм я виплатив платню і віддав всі розпорядження, як годиться імператору. Ми просимо вас, батьки сенатори, схвалити все це як добре і сприятливе знамення; — щоб не було втрачено у вас ім'я, надзвичайно вами улюблене."
Дев'ятирічного сина Макріна, Діадумена було проголошено Цезарем і ватажком молоді. Таким чином Макрін заклав основи нової династії. Він дав своєму синові прізвище Антонін — підкреслюючи спадкоємність з такими великими римськими імператорами як Адріан, Антонін Пій і Марк Аврелій і залучаючи на свою сторону солдатів, прив'язаних до Каракалли. З цієї причини Макрін не став засуджувати свого попередника, але і не натякав про своє бажання обожествити його.
Після поразки у війні з парфянами, Макрін вибрав для проживання Антіохію, вів неквапливе життя і не обтяжував себе державними справами. Недоброзичливці кепкували, що більшу частину часу імператор вирощує бороду і прогулюється з друзями. У цьому бачили бажання Макріна наслідувати Марка Аврелія. Люди сміялися над спробами безталанного правителя удавати великого імператора. Макрін і справді охоче посидів би в цирку на якійсь виставі. Крім того, імператор любив довго одягатися і вибирати гарний одяг. Такий спосіб життя дратував легіонерів, ідеалом яких був Каракалла — енергійний, вічно в турботах про армію. Обурювалися і солдати на далеких рубежах, так як Каракалла готував похід проти парфян і обіцяв багаті трофеї. І тепер вони відчували себе обдуреними і хотіли повернутися в рідні краї, але Макрін продовжував тримати війська поблизу східних кордонів — сподіваючись, що ситуація розрядиться сама собою. З цієї причини Макрін не хотів повертатися в столицю. І ще він зробив невдалий хід. Макрін оголосив, що новобранці будуть отримувати платню як при Септимії Севері, яка було меншою у кілька разів, ніж за часів Каракалли. Можливо, Макрін розумів невдоволення, яке він викликав — і наказав обожествити Каракаллу. Покійного імператора визнали богом і побудували на честь нього храм, де приносилися жертви.
Незабаром померла мати Каракалли — Юлія Домна, встигнувши заподіяти неприємності Макріну. Вона плела інтриги проти нього, а також підбивала своїх солдатів влаштувати на імператора замах. Джерело також повідомляє, що була якась жінка Меза, або Варія, родом з міста Емісени, сестра Юлії. Після смерті Антоніна Бассіана Макрін зарозуміло вигнав її з палацу, але все ж залишив їй все те, що вона накопичила за довгий час. У неї були дві дочки — Сіміаміра і Мамея; старша з них мала сина Геліогабала (він отримав ім'я Бассіана і Антоніна). Геліогабалом фінікійці називають сонце. Завдяки своїй красі і званню жерця Геліогабал звертав на себе загальну увагу і був відомим серед усіх відвідувачів храму, а особливо воїнам. Меза, або Варія, говорила, що Бассіан є сином Антоніна і мало-помалу це стало відомі усім воїнам.
Коли про це було донесено імператору, який перебував в Антіохії, він послав для облоги табору префекта Юліана з легіонами. Але як тільки їм показали Антоніна, всі вони, під впливом незвичайної любові до нього, перейшли на його сторону, убивши префекта Юліана. Потім, приєднавши до себе частину війська, Антонін рушив проти Макріна, який сам поспішав проти нього. Відбувся бій, і Макрін був переможений внаслідок зради його воїнів і любові їх до Антоніна. Тікаючи з невеликим числом супутників і сином, Макрін був вбитим разом з Діадуменом в якомусь віфінському селищі.

## Реформи
Перші дії Макріна в ролі правителя були розумними і справедливими. Він:
- амністував осіб, засуджених за образу імператорської величності;
- заборонив такі процеси;
- відновив колишній розмір подвоєного Каракаллою податку за викуп з рабства, за спадок і деякі інші;
- вирішив скасувати рескрипти колишніх імператорів для того, щоб суд відбувався на підставі права, а не рескриптів[16]

Кадрова політика нового імператора піддавалася критиці. Стверджували, що Макрін ставить на відповідальні посади недостойних і нерозторопних людей. Сенаторів обурювало, що Адвент був призначений префектом Риму, хоча він не пройшов належних для цього ступенів служби і жодного разу не був консулом. Можливо, цією посадою Макрін нагородив Адвента за відмову від влади. Сам імператор не міг приїхати в Рим, йому доводилося охороняти східний кордон від вторгнення парфян. Але на римських монетах з'явився напис Victoria Parthica — Парфянська Перемога.

## Військові справи
У 217 році велика парфянська армія вторглася в Месопотамію на чолі з царем Артабаном V.
У перший і другий день воювали з ранку і до вечора; прийшла ніч і призупинила битву, і ті і інші пішли до себе в табір, так само впевнені в своїй перемозі. На тому ж полі вони зійшлися і на третій день. Маючи значну перевагу в числі, парфяни спробували оточити римлян і взяти їх у мішок. Тоді ті перестали розташовувати свої фаланги в глибину, а розтягли їх в ширину, тим самим запобігаючи оточенню. Там загинуло стільки людей і тварин, що все поле було вкрите цілими горами трупів. Це заважало вільно пересуватися; неможливо було розгледіти ворога, тому що посередині утворилося щось на зразок великого і непрохідного валу з тіл; тому, не маючи можливості йти один на одного, римляни і парфяни повернулися до таборів. Зрештою Макрін був розбитий в битві при Нісібісі.
Макрін, який виявився слабкіше Артабана, жорстоко мстив за смерть своїх співвітчизників і спочатку намагався чинити опір, але потім він відправив послів і попросив миру на таких умовах:
- видати Артабану тих, хто залишився у нього в полоні;
- повернути награбоване;
- змінити ворожнечу на дружбу і закріпити мир клятвами і договором.

Оскільки парфянське військо було знесилене, то Артабан був радий без кровопролиття визволити з полону людей і своє добро. Він уклав із Макріном мирний договір і повернувся до своєї країни. Сам Макрін вивів військо з Месопотамії і поспішив до Антіохії.
Макрін виплатив парфянам 200 млн сестерціїв (50 млн денаріїв) контрибуції, які, безсумнівно, розглядалися як репарації за зруйновані фортеці, міста і храми. На римських монетах з'явився напис Victoria Parthica — Парфянская Перемога.
Макрін усунув дипломатичним шляхом і конфлікт із Вірменією, який виник при Каракаллі. На час появи Каракалли на Сході у Вірменії правив цар Вахарш II. У 216 р. в царській родині виник серйозний конфлікт — Вахарш знаходився в стані сварки зі своїми синами. Каракалла скористався цим і запросив царя з синами до себе, обіцяючи примирити їх, однак, переслідуючи свої зовнішньополітичні цілі, обійшовся з ними так само, як з Абгарою, царем Осроена: заарештував і відправив до Риму, а їхнє царство оголосив приєднаним до імперії 
як провінцію. При отриманні цієї звістки у Вірменії почалося повстання. Мабуть, одному з царевичів, Тірідат, вдалося втекти, і він був проголошений вірменським царем. Він разом з Антіохом, філософом-стоїком з Кілікії, який перейшов на його бік, вирушив до парфянського царя Вологеза V, очевидно, за допомогою. Каракалла зажадав негайної видачі їх, використовуючи це як довгоочікуваний привід для війни з Парфією. Вологез V, який не схотів воювати, видав Тірідата і Антіоха римлянам. Бажаючи закріпити досягнутий успіх і остаточно утвердитися у Вірменії, Каракалла послав туди армію на чолі зі своїм улюбленцем Феокритом, проте він зазнав поразки від війська вірмен. Остаточно врегулювати вірменський конфлікт вдалося лише Макріну, який, оскільки Вахарш II помер у в'язниці, надіслав Тірідату II корону і визнав його царем Вірменії, але під протекторатом Риму. Крім того, Макрін, бажаючи встановити міцний мир і зміцнити свій вплив у регіоні на противагу парфянському, повернув Тірідату назад його матір, яка перебувала в ув'язненні разом з покійним Вахаршем II, і здобич, захоплену римлянами в ході військових дій у Вірменії. Також велися переговори з питання повернення Тірідату II території в Каппадокії, якою володів його батько, і відновлення римлянами щорічних виплат. Іншою проблемою, яку Макріну вдалося вирішити дипломатичним шляхом, була проблема взаємин із дакійськими племенами, які повстали, спустошили частину провінції Дакія, і були готові продовжувати війну: Макрін повернув їм заручників (яких у них взяв Каракалла під приводом укладання союзу), чим схилив дакійців до миру .

## Характер правління
Будучи імператором, Макрін тримався дещо стримано і строго, сподіваючись, що цим він зможе змусити забути все те, що було скоєно їм раніше, хоча ця його суворість і давала привід до невдоволення і глузування.

Макрін був зарозумілий і кровожерливий; він хотів правити по-військовому, навіть лаяв дисципліну колишніх часів і звеличував вище всіх інших одного Севера. Він і розпинав воїнів і піддавав їх страті, застосовувану до рабів; після солдатських заколотів він страчував найчастіше кожного десятого, а іноді — кожного сотого, і навіть саме слово «центезимувати» належить йому, так як він називав себе м'яким, коли страчував кожного сотого з тих, які заслуговували на те, щоб стратити кожного десятого або двадцятого з них. Можна довго писати про його жорстокості. Можна зазначити лише одну, якій сам він не надавав великого значення, хоча вона і перевершувала звірства всіх тиранів. Дізнавшись від одного зі своїх таємних агентів про те, що якісь воїни оволоділи служницею своїх господарів, яка вже давно втратила всякий сором, він звелів привести їх до себе і допитав — чи було таке діло. Коли це підтвердилося, він наказав розрізати черево у двох живих биків дивовижною величини і укласти туди по одному воїну так, щоб вони їхні голови стирчали назовні і вони могли перемовлятися один з одним. Такому покаранню він піддав їх, хоча подібну страту не було встановлено ні у предків, ні в його час. Трибуна, який зважився покинути свій пост, він звелів прив'язати знизу до критого возу і протягом всього шляху тягнув його живим, ледве дихаючого. Він відновив кару, яка застосовувалася Мезенцієм, який прив'язував живих до померлих і таким чином завдавав їм смерть: вони гинули повільно гниючи. 
« Караючи різками палацових слуг, він виявляв таку безсовісність, непохитність і суворість, що раби називали його не Макріном, а Мацелліном, оскільки будинок його був обагрений кров'ю рабів, як якась бійня. Він був дуже жадібний до їжі і вина, іноді; — але тільки у вечірні години; — напивався п'яним. Коли він снідав навіть в домашній обстановці, він був дуже стриманий, а під час обіду дуже розпускався. На свої бенкети він запрошував освічених людей для того, щоб, розмовляючи з ними про благородні заняття, мимоволі залишатися тверезим.»

## Смерть
У травні 218 року по країні прокотилася звістка: в місті Емесі з'явився легальний спадкоємець Каракалли, його син. Не минуло й місяця, як Макріна з його захисниками розгромили. Він був змушений тікати, переодягнувшись в простого солдата. Макрін хотів дістатися до Риму через Малу Азію, але був схоплений в Халкедоні і відправлений назад в Антіохію — на простому возі, як звичайний злочинець. По дорозі він дізнався, що убитий його син, Діадумена, якого він місяць тому зробив Августом, своїм співправителем. Юнак намагався втекти в Парфію, але був спійманий і убитий. Дізнавшись про це, Макрін спробував звести рахунки з життям, кинувшись з воза, що проїжджав по гірській стежці, в прірву. Упав невдало — у нього був тільки перелом ключиці. Незабаром його вбили якісь сотники, і тіло Макріна лежало край дороги непохованим, щоб його міг побачити новий імператор — Геліогабал.